# Мувинг

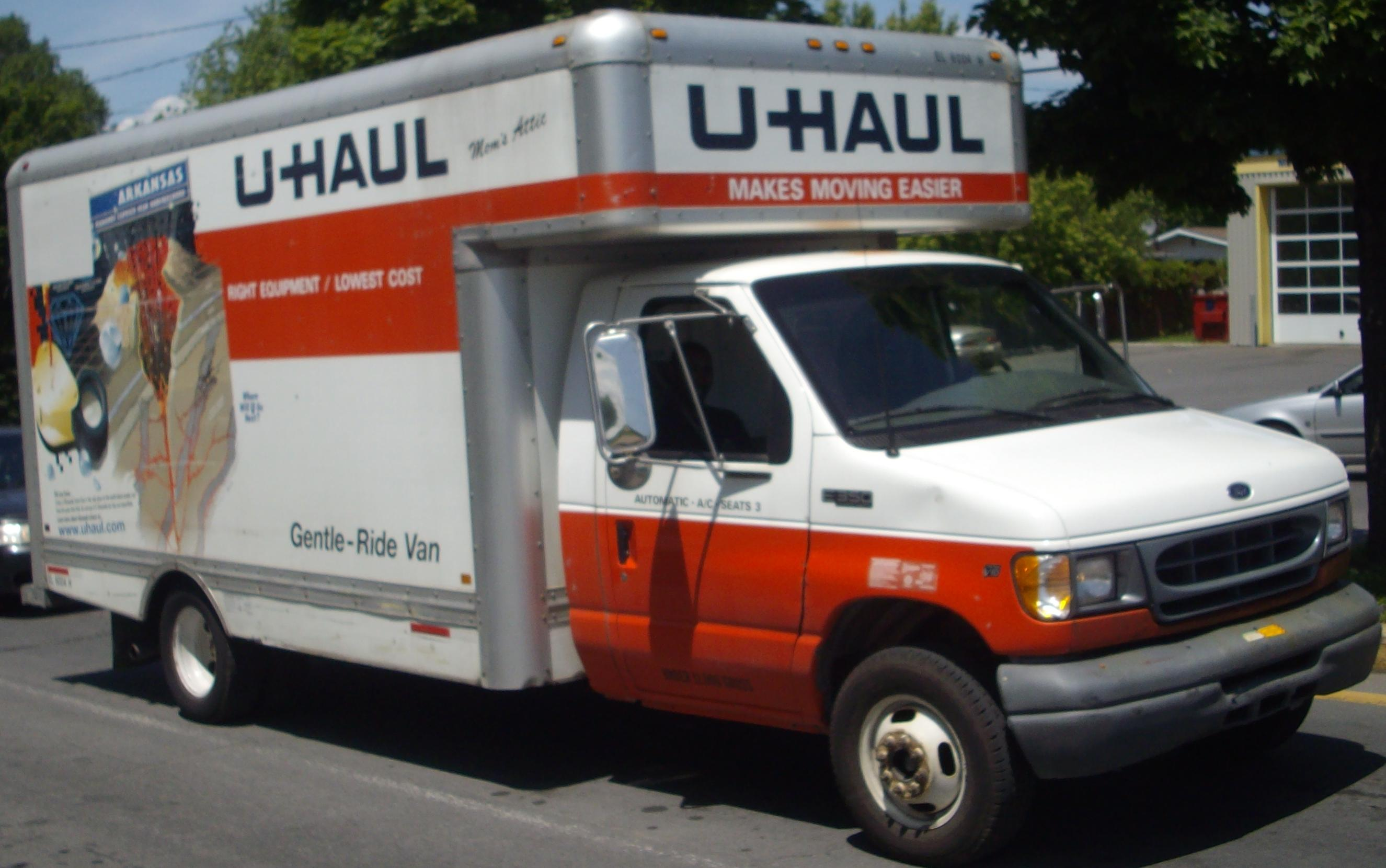
Фургон мувинговой компании U-Haul

Мувинг (от англ. Moving — переезд) — профессиональные услуги по организации процесса перевозки и хранения вещей в период переезда (из квартиры в квартиру, из офиса в офис и т. п.).

## Мувинг в США
Мувинг в США — развитая отрасль с огромными ежегодными оборотами. Объём работ в этой отрасли носит сезонный характер. Наибольший объём работ приходится на лето. Летом самым занятыми месяцами являются июнь и август. Согласно данным бюро переписи населения за последнее десятилетие переезд осуществило 40 миллионов американцев.
Американцы очень мобильны. Они часто меняют место проживания из-за смены места работы. Происходит это в связи с разными причинами: получение работы в другом городе, увеличение или уменьшение дохода, нахождение более дешевого или более комфортабельного жилья. Все эти причины приводят к тому, что американцы меняют место жительства.
У среднего американца имеется огромное количество техники, мебели и других вещей. Мало кто может вывезти все свои вещи самостоятельно, поэтому они прибегают к помощи фирм, специализирующихся на перевозке мебели (moving companies).
Среди мувинговых компаний США: Major Moving Company, СAllied Van Lines, Arpin Group, Atlas Van Lines, Interstate Van Lines, Mayflower Transit, National Van Lines, Inc., North American Van Lines, Old Dominion Freight Line, Two Men and a Truck, U-Haul, United Van Lines, Gentle Giant Moving Company, Adept Moving, Royalty Moving.
Услуги по перевозке домашних вещей обычно определяются по весу и объёму перевозимого груза и расстоянию. Компании также предлагают услуги по упаковке домашних вещей, за плату предоставляют упаковку и упаковочные материалы.
Переезд осуществляется по двум схемам. По первой перевозка осуществляется от двери до двери (на самом деле двери выносят из дома и по прибытии на место вновь разносят по указанным комнатам), при этом клиент мувинговой компании целиком оплачивает грузовик и все сопутствующие услуги. Вторая схема — это забор домашних вещей после упаковки до регионального терминала небольшими фургонами, затем от одного регионального терминала до другого вещи перевозят на траках большой вместимости (как сборный груз, совместно с вещами других домовладельцев), развоз вещей до места осуществляется опять на небольших фургонах.

## Мувинг в России
Россияне, как правило, переезжают в пределах одного города. В Советское время транспорт и грузчики для осуществления переезда заказывались в государственных трансагентствах. Жителей Москвы обслуживало Мострансагентство. В современной России существует множество коммерческих перевозчиков, предоставляющих услуги в спектре от простой подачи грузового транспорта, или предоставления грузчиков до комплексных работ по упаковке, загрузке, перевозке, разгрузке и распаковке содержимого квартиры или офиса.